# نيكولاس رودريغوس
نيكولاس رودريغوس (7 يونيو 1982 بغوا في الهند - ) هو لاعب كرة قدم هندي في مركز الوسط. لعب مع سبورتينغ غوا ونادي تشرتشل براذرز ونادي سالغاوكار ونادي مومباي لكرة القدم.